# Museo Arqueológico de Trípoli (Grecia)
El Museo Arqueológico de Trípoli, también llamado Museo Panarcádico de Trípoli, es uno de los museos de Grecia. Se encuentra en Trípoli, una ciudad de Arcadia. Fue inaugurado en 1986.
Se encuentra en un edificio de estilo neoclásico diseñado probablemente por Ernst Ziller que anteriormente tenía función de hospital.

## Colecciones
El museo contiene una colección de objetos procedentes de yacimientos arqueológicos de la región de Arcadia desde el periodo neolítico hasta la época bizantina temprana.
Entre ellos figuran esculturas, relieves, inscripciones epigráficas, cerámica, objetos de bronce, ofrendas votivas y objetos procedentes de necrópolis. 
Los hallazgos de los periodos prehistóricos proceden de los yacimientos de Sakovuni (en Kamenitsa) y de Paleókastro (en Gortina). Entre ellos destacan las figurillas votivas de Sakovuni y una magnífica ánfora decorada de Paleókastro. Los de periodos posteriores proceden de las antiguas ciudades de Asea, Mantinea, Megalópolis, Tegea y Orcómeno, así como la mansión de Herodes Ático de Eua (Cinuria). Es destacable una gran estatua de una diosa procedente de Asea.
Una de las salas está destinada exclusivamente a los objetos procedentes de santuarios de Arcadia. Por otra parte, en el patio del museo se exhiben estelas funerarias e inscripciones.